# Saxon (condado de Iron)
Saxon es un lugar designado por el censo ubicado en el condado de Iron en el estado estadounidense de Wisconsin. En el Censo de 2010 tenía una población de 90 habitantes y una densidad poblacional de 28,6 personas por km².

## Geografía
Saxon se encuentra ubicado en las coordenadas 46°29′39″N 90°24′36″O / 46.49417, -90.41000. Según la Oficina del Censo de los Estados Unidos, Saxon tiene una superficie total de 3.15 km², de la cual 3.15 km² corresponden a tierra firme y (0%) 0 km² es agua.

## Demografía
Según el censo de 2010, había 90 personas residiendo en Saxon. La densidad de población era de 28,6 hab./km². De los 90 habitantes, Saxon estaba compuesto por el 100% blancos, el 0% eran afroamericanos, el 0% eran amerindios, el 0% eran asiáticos, el 0% eran isleños del Pacífico, el 0% eran de otras razas y el 0% pertenecían a dos o más razas. Del total de la población el 0% eran hispanos o latinos de cualquier raza.